# Christoph Ehland
Christoph Ehland (* 1971) ist ein deutscher Anglist.

## Leben
Von 1992 bis 1998 studierte er Anglistik, Latein, Kunstgeschichte und Wirtschaftswissenschaften an den Universitäten Siegen, Passau, Edinburgh und Würzburg. Nach der Promotion 2001 an der Universität Würzburg war er von 2002 bis 2009 Assistent an der Universität Würzburg. Nach der Habilitation 2007 in Würzburg (venia legendi für Englische Philologie) ist er seit 2009 Professor für Englische Literatur- und Kulturwissenschaft an der Universität Paderborn.

## Schriften (Auswahl)
- Picaresque Perspectives – Exiled Identities: A Structural and Methodological Analysis of the Picaresque as an Archetype in the Works of James Leslie Mitchell. Heidelberg 2003.
- Brexit: Von einer urbritischen Malaise. Versuch einer Kulturwissenschaftlichen Einordnung. Paderborn 2019.